# Чистяков Микола Михайлович
Микола Михайлович Чистяков (нар. 18 серпня 1942 року, Алма-Ата, КазРСР, СРСР) — радянський і російський историк, юрист. Спеціаліст у галузі теорії та історії держави і права. Доктор історичних наук, автор ряду університетських підручників.
Колишній викладач Усть-Каменогорського будівельно-дорожнього інституту і Мелітопольського державного педагогічного інституту, завідувач кафедри Алма-Атинського архітектурно-будівельного інституту, Державної академії сфери побуту та послуг, Академії податкової поліції, Фінансового університету при Уряді Російської Федерації.

## Біографія
Народився 18 серпня 1942 року в Алма-Аті.
У 1964 році закінчив Усть-Каменогорський державний педагогічний інститут, історико-філологічний факультет. З 1964 по 1966 — вчитель Веселівської загальноосвітньої школи в Казахстані. З 1966 по 1968 — директор Перевалівської середньоосвітньої школи.
З 1968 по 1976 — асистент, старший викладач, доцент Усть-Каменогорського будівельно-дорожнього інституту.
У 1973 році закінчив аспірантуру Воронезького державного університету і захистив дисертацію на здобуття наукового ступеня кандидата історичних наук за темою «Діяльність КПРС зі створення та розвитку сировинної бази кольорової металургії на Рудному Алтаї».
З 1976 по 1981 — доцент, виконувач обов'язків декана Мелітопольського державного педагогічного інституту. З 1986 по 1988 — завідувач кафедри Алма-Атинського архітектурно-будівельного інституту. З 1988 по 1992 — доцент Алма-Атинської вищої партійної школи. У 1991 році в Алма-Аті захистив дисертацію на здобуття вченого звання доктора історичних наук. Тема — «Політичне виховання молоді. Досвід критичного аналізу».
У 1992—1993 роках — головний науковий співробітник Науково-дослідного центру сім'ї, заступник директора з науки. У 1993—1996 роках — завідувач кафедри права та соціального управління Державної академії сфери побуту та послуг. З 1997 по 2003 рік — начальник кафедри державно-правових дисциплін Академії податкової поліції. Полковник податкової поліції (2001). У 2002 році захистив дисертацію на здобуття вченого звання кандидата юридичних наук за темою «Федеральні органи податкової поліції як суб'єкти адміністративного права».
З 2003 — завідувач кафедрою «державно-правові дисципліни» Фінансової академії при Уряді РФ. Заслужений працівник вищої школи РФ (2003).

## Сфера наукових інтересів
Історія Росії, соціальна, економічна історія, політичні процеси, проблеми соціального управління, теорія та історія держави і права, юридична фізіогноміка.

## Обрані труди

### Монографії
- Чистяков Н. М. Создание сырьевой базы цветной металлургии на Рудном Алтае. — Воронеж: 1972. — 160 с.
- Чистяков Н. М. Творчество интеллигенции — на службу народу. — Алма-Ата: 1985. — 158 с.
- Чистяков Н. М. Социально-политические проблемы молодёжи. — М.: 1989. — 122 с.
- Чистяков Н. М. Деятельность партийных организаций по классовому воспитанию молодёжи в современных условиях. — М.: ИНИОН АН СССР. 1989. — 250 с.
- Чистяков Н. М. Политическое воспитание молодёжи. — Алма-Ата: 1990. — 182 с.
- Чистяков Н. М. Интернационализация духовной жизни в процессе обучения студентов. — Алма-Ата: 1991. — 120 с.
- Чистяков Н. М. Социальное здоровье молодёжи. — М.: 1992. — 135 с.
- Чистяков Н. М. Из истории правового образования социальных работников. — М.: 1993. — 148 с.
- Чистяков Н. М. История физиогномических учений. — М.: 1994. — 120 с.
- Чистяков Н. М. Управление социальными процессами в переходный период. — М.: 1995. — 133 с.
- Чистяков Н. М. Правовые проблемы социального управления. — М.: 1996. — 112 с.

### Підручники, навчальні посібники
- Чистяков Н. М. Основы социальной работы. Учебник. — М.: ИНФРА-М, 1997. — 368 с.
  - То же. 2-е изд., испр.. и доп. — М.: ИНФРА-М, 2001. — 395 с.
  - То же. 3-е изд., испр.. и доп. — М.: ИНФРА-М, 2006. — 560 с.
  - То же. 4-е изд., испр.. и доп. — М.: ИНФРА-М, 2012. — 534 с.
- Чистяков Н. М. (в соавторстве). Социальная работа. Учебник. — М.: 2002.
- Чистяков Н. М. (в соавторстве). Социология. Учебник / Рекомендовано Министерством образования Российской Федерации в качестве учебника для студентов, обучающихся по экономическим и гуманитарным специальностям. — М.: Издательско-книготорговый центр «Маркетинг», 2002. — 1036 с.
- Чистяков Н. М., Головня А. И. Теория государства и права. Краткий курс. — М.: Академия экономической безопасности МВД России, 2002. — 77 с.
- Чистяков Н. М. (в соавторстве). История отечественного государства и права в новейшее время (1917—2002). — М.: Академия экономической безопасности МВД России, 2005. — 168 с.
- Чистяков Н. М., Василенко А. И., Максимов М. В. Теория государства и права. — М.: Книжный мир, 2006. — 384 с.
- Чистяков Н. М. (в соавторстве). Юридическая физиогномика. Учебник. — М.: 2006.
- Чистяков Н. М. Юридическая физиогномика. Учебное пособие для студентов, обучающихся по специальности «Юриспруденция» / Рекомендовано Учёным советом по праву, налогам и управлению. — М.: Финансовая академия при Правительстве РФ, 2006. — 172 с.
  - То же. Изд. 2-е, доп. — М: Финансовая академия при Правительстве РФ, 2008. — 180 с. — ISBN 978-5-7942-0551-0
- Чистяков Н. М. Теория государства и права. Учебник / Рекомендовано УМО вузов РФ в качестве учебного пособия для студентов высших учебных заведений. — М.: Издательство «КноРус», 2007. — 280 с.
  - То же. Изд. 2-е, переработ. — М.: Изд. «КноРус», 2015. — 296 с.
- Чистяков Н. М., Козлова Н. Н. Правоведение. Учебное пособие. — М.: Финансовая академия при Правительстве России, 2007. — 136 с.
- Чистяков Н. М. (в соавторстве). Правоведение. Курс лекций. — М.: Финансовая академия при Правительстве РФ, 2007. — 160 с.
- Чистяков Н. М. (в соавторстве). Правоведение. Практикум. — М.: Финансовая академия при Правительстве РФ, 2007. — 124 с.
- Чистяков Н. М. Теория государства и права. Учебное пособие / Рекомендовано УМО по образованию в области финансов, учета и мировой экономики в качестве учебного пособия для студентов, обучающихся по специальности «Налоги и налогообложение». — М.: Изд. «КноРус», 2010. — 288 с.
- Чистяков Н. М. Право. Учебное пособие. — М.: ИНФРА-М, 2011. — 316 с.

### Публіцистика
- Чистяков Н. М. Судьбоносные и памятные встречи. — М.: Де Либри. 2020. — 182 с. — ISBN 978-5-4491-0720-6

### Статті
- Чистяков Н. М. Социологические аспекты классового воспитания молодежи. Москва: Академия общественных наук при ЦК КПСС // Социология в партийной работе: основные направления, проблемы, поиски. По материалам международной конференции. Москва, 6-7 декабря 1988 г.
- Чистяков Н. М. Конституционная свобода прав и свобода личности в России // Личность, общество и власть в истории России. — М.: Изд-во РУДН, 1998.
- Чистяков Н. М. Федеральные органы налоговой полиции как субъект административного права. — М.: Академия налоговой полиции ФСНП России, 2002.
- Чистяков Н. М. Налоговая полиция в механизме государства //Актуальные проблемы государства и права. Сборник научных трудов. — М.: Академия налоговой полиции ФСНП России, 2002.
- Чистяков Н. М. Роль налоговой полиции в обеспечении экономической безопасности государства. — М.: // Сборник научных трудов. — М.: Академия налоговой полиции России, 2002.
- Чистяков Н. М. Российская Федерация и Республика Казахстан: проблемы содружества // Материалы международной конференции. — Усть-Каменогорск: МКИОС РК, 2002.
- Чистяков Н. М. Организационно-правовые аспекты сотрудничества правоохранительных органов России с зарубежными государствами в сфере борьбы с экономической преступностью. Сборник научных трудов. — М.: АНП ФСНП России, 2002.
- Чистяков Н. М. Взаимодействие ФСНП и ФСБ России в сфере обеспечения экономической безопасности государства: проблемы правового регулирования// Актуальные проблемы правовой реформы в государствах — участниках Содружества Независимых Государств: Сборник научных трудов. — М.: АНП ФСНП России, 2002.
- Чистяков Н. М. Зарождение российской государственности // Российское законодательство: тенденции и перспективы. — М.: 2013.

## Членство у суспільний організаціях
- Член Спілки журналістів СРСР (листопад 1987)
- Член Спілки журналістів Москви (листопад 1997)
- Дійсний член Російської академії природничих наук (23 липня 2002)
- Член Асоціації правників Росії (24 квітня 2008)